# Civilization, Phaze III
Albums de Frank Zappa
The Yellow Shark
(1993) The Lost Episodes
(1996)
Civilization Phaze III est le premier album posthume de Frank Zappa, paru en décembre 1994. L'écriture et l'enregistrement de l'album s'étend d'une période allant de 1967 pour les voix, à 1993 pour les dernières pièces musicales enregistrées sur le Synclavier. Certains titres ont été enregistrés avec l'Ensemble Modern.

## Liste des titres
Disque 1 :
1. This is Phaze III — 48 s
2. Put A Motor In Yourself — 5 min 14 s
3. Oh-Umm — 50 s
4. They Made Me Eat It — 1 min 48 s
5. Reagan At Bitburg — 5 min 39 s
6. A Very Nice Body — 1 min 00 s
7. Navanax — 1 min 40 s
8. How The Pigs' Music Works — 1 min 49 s
9. Xmas Values — 5 min 31 s
10. Dark Water! — 23 s
11. Amnerika — 3 min 04 s
12. Have You Ever Heard Their Band? — 38 s
13. Religious Superstition — 43 s
14. Saliva Can Only Take So Much — 28 s
15. Buffalo Voice — 5 min 12 s
16. Someplace Else Right Now — 33 s
17. Get A Life — 2 min 21 s
18. A Kayak (On Snow) — 29 s
19. N-Lite — 18 min 01 s

Disque 2 :
1. I Wish Moterhead Would Come Back — 14 s
2. Secular Humanism — 2 min 41 s
3. Attack! Attack! Attack! — 1 min 25 s
4. I Was In A Drum — 3 min 38 s
5. A Different Octave — 58 s
6. This Ain't CNN — 3 min 21 s
7. The Pigs' Music — 1 min 18 s
8. A Pig With Wings — 2 min 52 s
9. This Is All Wrong — 1 min 43 s
10. Hot & Putrid — 29 s
11. Flowing Inside-Out — 46 s
12. I Had A Dream About That — 28 s
13. Gross Man — 2 min 55 s
14. A Tunnel Into Muck — 21 s
15. Why Not? — 2 min 19 s
16. Put A Little Motor In 'Em — 51 s
17. You're Just Insultin' Me, Aren't You! — 2 min 13 s
18. Cold Light Generation — 44 s
19. Dio Fa — 8 min 19 s
20. That Would Be The End Of That — 36 s
21. Beat The Reaper — 15 min 23 s
22. Waffenspiel — 4 min 05 s

## Musiciens
1967 VOICES:
- Spider Barbour
- All-Night John (Kilgore)
- Frank Zappa
- Euclid James "Motorhead" Sherwood [a.k.a. Larry Fanoga]
- Roy Estrada
- Louis "The Turkey" Cuneo
- Monica
- Gilly Townley
- Unknown Girl #1 (Beckie)
- Unknown Girl #2 (Maxine)

1991 VOICES:
- Moon Unit Zappa
- Michael Rappaport
- Ali N. Askin
- Catherine Milliken
- Walt Fowler
- Todd Yvega
- Michael Svoboda
- Michael Gross
- William Formann
- Uwe Dierksen
- Stefan Dohr
- Daryl Smith
- Franck Ollu
- Hermann Kretzschmar
- Dweezil Zappa

Members of the ENSEMBLE MODERN:
- Dietmar Wiesner : Piccolo, Flute, Alto Flute, Bass Flute
- Catherine Milliken : Oboe, English Horn, Baritone Oboe, Didjeridoo
- Roland Diry : Clarinet
- Wolfgang Stryi : Tenor Sax, Bass Clarinet, Contrabass Clarinet
- Veit Scholz : Bassoon, Contrabassoon
- William Formann : Trumpet, Flügelhorn
- Michael Gross : Trumpet, Flügelhorn
- Franck Ollu : French Horn
- Stefan Dohr : French Horn
- Uwe Dierksen : Trombone, Pygmy Trombone
- Michael Svoboda : Bass Trombone, Alp Horn, Didjeridoo, Conch
- Daryl Smith : Tuba
- Peter Rundel : Violin 1
- Mathias Tacke : Violin 2
- Hilary Sturt : Viola
- Friedemann Dähn : Cello
- Thomas Fichter : Contrabass, Electric Bass
- Detlef Tewes : Mandolin
- Jürgen Ruck : Guitar, Banjo
- Ueli Wiget : Harp
- Hermann Kretzschmar : Piano, Celeste
- Rumi Ogawa-Helferich : Cymbalom, Percussion
- Rainer Römer : Musical Saw, Percussion
- Andreas Böttger : Marimba, Percussion

## Production
- Production : Frank Zappa
- Ingénierie : Dick Kunc, David Dondorf, Todd Yvega, Marque Coy, Spencer Chrislu
- Direction musicale : Frank Zappa
- Conception pochette : Uri Balashov